# Посёлок санатория «Агрия»
Посёлок санатория «Агрия» — населённый пункт в Туапсинском районе Краснодарского края России.
Входит в состав Новомихайловского городского поселения.

## Название
Название санаторий и посёлок получили по обрывистому мысу Агрия, с севера примыкающему к Ольгинской бухте.

## География
Посёлок расположен в 46 км к северу от Туапсе, в 2 км от посёлка Ольгинка. Санатории «Агрия» и «Черноморец». Дома отдыха.
Мыс Агрия дугой выступает между поселками Новомихайловский и Ольгинка вплотную подходит к морю, образуя нагромождения на береговой полосе из скальных пород и валунов. Над ним возвышается гора Сигнал, по форме похожая на потухший вулкан.

## История
Учтён в списках населённых пунктов Туапсинского района постановлением Краснодарского крайисполкома от 15 ноября 1977 года.

## Население
| 2002 | 2010 |
| ---- | ---- |
| 276  | ↘274 |

## Инфраструктура
Территориально состоит из двух кварталов — Голубые Дали и Радужный.